# Saukam Khoy
Peter Khoy Saukam (né Saukam Khoy khmer : សូកាំ ខូយ le 2 février 1915 et est mort le 13 novembre 2008) était un homme politique cambodgien qui a été président par intérim de la République khmère pendant 12 jours en avril 1975. Il fut président du Sénat de 1972 à 1975.

## Biographie

### Dans l'armée
Né le 2 février 1915, il s'engage dans l'armée khmère royale en 1940 à l'âge de 25 ans et gravit les échelons, obtenant le grade de lieutenant-général en 1953.

### Vie politique
En 1972, il devient président du Sénat puis devient président par intérim le 1er avril 1975 à la suite du départ dit temporaire de Lon Nol après une invitation de Sueharto en Indonésie, mais celui-ci ne reviendra pas, dans un contexte de guerre civile et de déclin de la République.
Lui-même fuira Phnom Penh pour les États-Unis, le 12 avril 1975 avec l'ambassadeur américain John Dean durant l'Opération Eagle Pull peu avant la chute de la capitale par les Khmers rouges.

### Mort
En exil aux États-Unis, il meurt à 93 ans, le 13 novembre 2008.